# USS Perry (DD-844)
USS Perry (DD-844) là một tàu khu trục lớp Gearing được Hải quân Hoa Kỳ chế tạo vào giai đoạn cuối Chiến tranh Thế giới thứ hai. Nó là chiếc tàu chiến thứ tư của Hải quân Mỹ được đặt cái tên này, và là chiếc thứ năm được đặt theo tên Thiếu tướng Hải quân Oliver Hazard Perry (1785–1819), người tham gia cuộc Chiến tranh 1812 và là một anh hùng của Hải quân Hoa Kỳ. Hoàn tất khi chiến tranh đã kết thúc, con tàu tiếp tục phục vụ trong giai đoạn Chiến tranh Lạnh và Chiến tranh Việt Nam cho đến năm 1973. Nó bị bán để tháo dỡ một năm sau đó.

## Thiết kế và chế tạo
Perry được đặt lườn tại xưởng tàu của hãng Bath Iron Works Corp. ở Bath, Maine vào ngày 14 tháng 5 năm 1945. Nó được hạ thủy vào ngày 25 tháng 10 năm 1945; được đỡ đầu bởi bà George Tilton, và nhập biên chế vào ngày 17 tháng 1 năm 1946 dưới quyền chỉ huy của Hạm trưởng, Trung tá Hải quân Clyde J. Van Arsdall, Jr..

## Lịch sử hoạt động

### 1946 - 1959
Sau khi hoàn tất việc chạy thử máy huấn luyện tại khu vực vịnh Guantánamo, Cuba, và phục vụ canh phòng máy bay cho các tàu sân bay ngoài khơi Pensacola, Florida, Perry khởi hành từ vùng bờ Đông vào ngày 12 tháng 6 năm 1946 cho lượt hoạt động đầu tiên ở nước ngoài, một chuyến đi kéo dài chín tháng đến các vùng biển Bắc Âu và Địa Trung Hải. Trong lượt phục vụ này nó đã tham gia tuần tra tại các khu vực đang chịu đựng những mâu thuẫn chính trị hậu chiến, đặc biệt là tại các vùng biển Adriatic, biển Aegea và Dardanelles-biển Marmara-Bosporus. Quay trở về cảng nhà Newport, Rhode Island vào ngày 8 tháng 3 năm 1947, nó tiến hành các hoạt động tại chỗ và tập trận dọc theo vùng bờ Đông, trải dài từ, đồng thời phục vụ như tàu thực hành kỹ thuật cho Lực lượng Khu trục Hạm đội Đại Tây Dương. Vào tháng 10, nó đã trợ giúp chữa cháy trong vụ hỏa hoạn khu nghỉ dưỡng đảo Mount Desert tại Maine.
Perry tiếp tục hoạt động tại vùng bờ biển Đại Tây Dương cho đến tháng 1 năm 1951, khi nó lại lên đường đi sang khu vực Địa Trung Hải để phục vụ cùng Đệ Lục hạm đội. Con tàu tiếp tục hoạt động tập trận phối hợp cùng các đơn vị Hạm đội Nhà Anh Quốc tại Bắc Hải trước khi quay trở về khu vực New England vào tháng 5. Nó hoạt động tại chỗ, thực hành huấn luyện và phục vụ canh phòng máy bay cho tàu sân bay tại vùng bờ Đông.
Sau lượt phục vụ thứ ba tại Địa Trung Hải cùng Đệ Lục hạm đội, Perry hoạt động như một tàu huấn luyện kỹ thuật và tham c gia các cuộc tập trận của hạm đội và của Khối NATO, cho đến khi lại được phái sang nước ngoài vào năm 1954. Con tàu đã hoạt động tại Địa Trung Hải từ tháng 1 đến tháng 6, rồi quay trở về nhà để phục vụ như một tàu huấ luyện tác xạ. Trong bốn năm tiếp theo, chiếc tàu khu trục được đều đặn phái sang tuần tra tại vùng biển Địa Trung Hải; đặc biệt là vào năm 1956, nó có mặt tại vùng kênh đào Suez vào lúc xảy ra vụ Khủng hoảng kênh đào Suez vốn đã dẫn đến xung đột giữa Ai Cập với Anh, Pháp và Israel. Hoạt động của Đệ Lục hạm đội tại khu vực đã gây áp lực cho các bên liên quan phải chấm dứt cuộc xung đột.

### 1960 - 1973
Từ ngày 29 tháng 4 năm 1959 đến ngày 10 tháng 5 năm 1960, Perry được nâng cấp trong khuôn khổ Chương trình Hồi sinh và Hiện đại hóa Hạm đội (FRAM: Fleet Rehabilitation and Modernization) tại Xưởng hải quân Boston, nơi nó được sửa chữa và nâng cấp để kéo dài vòng đời hoạt động thêm 10 đến 20 năm, đồng thời nâng cao năng lực tác chiến. Nó được bổ sung những thiết bị điện tử, radar và sonar hiện đại, trang bị thêm tên lửa chống ngầm RUR-5 ASROC, cùng hầm chứa và sàn đáp để vận hành máy bay trực thăng không người lái chống tàu ngầm Gyrodyne QH-50 DASH.
Sau khi rời xưởng tàu, Perry hoạt động huấn luyện ôn tập tại vùng biển Caribe. Đến tháng 8 năm 1960, nó chuyển cảng nhà đến Mayport, Florida, bắt đầu hoạt động cùng Đội đặc nhiệm Alpha, và trong hai năm tiếp theo đã phục vụ vào việc thử nghiệm và phát triển tên lửa đạn đạo phóng từ tàu ngầm UGM-27 Polaris song song với những hoạt động huấn luyện thường lệ tại chỗ. Vào ngày 2 tháng 8 năm 1962, nó rời Florida cho một lượt biệt phái sang nước ngoài; và trong bảy năm tiếp theo nó luân phiên những lượt phục vụ cùng Đệ Lục hạm đội và Lực lượng Trung Đông với các giai đoạn tại vùng ờ Đông. Các hoạt động tại chỗ bao gồm việc thử nghiệm tên lửa Polaris và phục vụ như tàu huấn luyện cho Trường Sonar Hạm đội tại Key West. Vào tháng 5 năm 1965, nó được phái đi cùng Lực lượng Đặc nhiệm 124 để tuần tra tại vùng biển đảo Hispaniola sau khi xảy ra bất ổn và bạo loạn tại nước Cộng hòa Dominica.
Trong năm 1967, Perry tiếp tục các hoạt động thường lệ từ cảng nhà Mayport cho đến tháng 3, khi nó phục vụ cùng Trường Sonar Hạm đội tại Key West. Sang năm 1968, nó có các cuộc thực hành huấn luyện tại vùng biển Caribe, tàu huấn luyện cho Trường Sonar Hạm đội, thực hiện chuyến đi thực tập cho học viên sĩ quan cũng như tham gia các cuộc tập trận của Khối NATO. Chiếc tàu khu trục khởi hành vào ngày 11 tháng 1, 1969 để đi sang Viễn Đông cùng với tàu sân bay Ticonderoga (CVA-14) và các tàu khu trục Mullinix (DD-944), Douglas H. Fox (DD-779) và John W. Weeks (DD-701).
Đi ngang qua Trân Châu Cảng và Guam, Perry đi đến vịnh Subic, Philippines vào ngày 28 tháng 2, gia nhập Đệ Thất hạm đội và đã phục vụ tại trạm Yankee trong vịnh Bắc Bộ trong tháng 3 và tháng 4, tham gia các hoạt động tác chiến trong khuôn khổ cuộc Chiến tranh Việt Nam. Nó lên đường đi Nhật Bản vào ngày 15 tháng 4, đi đến Yokosuka vào ngày 11 tháng 5, nơi nó đại diện cho Hải quân Hoa Kỳ tham gia lễ hội Black Ship hàng năm tại Shimoda, Shizuoka. Lên đường quay trở về Hoa Kỳ, nó về đến Mayport, Florida vào ngày 3 tháng 9; tuy nhiên, do phải chịu đựng cơn bão Camille trên đường đi vào ngày 16 tháng 8, con tàu bị hư hại nặng cấu trúc và phải được sửa chữa trong ba tháng tiếp theo.
Vào tháng 8, 1970, Perry cùng các tàu chiến khác thuộc Hải đội Khu trục 14 lên đường đi sang Địa Trung Hải, nơi nó hộ tống cho tàu sân bay Saratoga (CVA-60). Khi xảy ra cuộc khủng hoảng do những xung đột nội bộ giữa quân đội với phe ủng hộ Palestine tại Jordan, con tàu đã có mặt tại khu vực Đông Địa Trung Hải để tuần tra đề phòng bất trắc. Đến tháng 11, nó đảm nhiệm vai trò soái hạm của một lực lượng tiến vào Hắc Hải thực thi quyền tự do hàng hải; rồi đến cuối năm đó đã cùng các tàu khu trục Mitscher (DDG-35), Dahlgren (DDG-43) và tàu tuần dương Columbus (CG-12) hộ tống cho tàu sân bay Independence (CVA-62). Vào ngày 25 tháng 1, 1971, nó cứu vớt một phi công từ tàu sân bay John F. Kennedy (CVA-67) buộc phải phóng ra khỏi máy bay của mình trong Địa Trung Hải.
Perry quay trở về Mayport vào tháng 3, 1971, rồi lại lên đường hai tháng sau đó để huấn luyện tại vùng biển Caribe. Một đợt đại tu và huấn luyện ôn tập được tiếp nối cho đến năm 1972, khi nó lại lên đường đi sang khu vực Tây Thái Bình Dương, gia nhập Đệ Thất hạm đội và có mặt ngoài khơi bờ biển Nam Việt Nam từ ngày 14 tháng 11. Nó đã bắn hải pháo hỗ trợ cho lực lượng Nam Việt Nam chiến đấu trên bộ trong hai tuần lễ; tuy nhiên, những hư hại radar và động cơ buộc nó phải rút lui khỏi tuyến đầu cho đến ngày 19 tháng 12. Con tàu rời vùng biển Việt Nam lần sau cùng vào ngày 26 tháng 12 để quay trở về nhà.
Perry được cho xuất biên chế đồng thời rút tên khỏi danh sách Đăng bạ Hải quân vào ngày 1 tháng 7, 1973. Con tàu được bán cho hãng Union Minerals & Alloy tại New York vào ngày 24 tháng 6, 1974 với trị giá 210.622 Đô la Mỹ để tháo dỡ.